# 라 베시나
《라 베시나》(스페인어: La vecina)은 2015년 방영된 멕시코의 텔레노벨라이다.